# きらきら (トミタ栞の曲)
「きらきら」は、トミタ栞の2枚目のシングル。2014年4月9日に、エピックレコードジャパンより発売された。
販売形態は通常盤・初回生産限定盤の2種。初回生産限定盤には表題曲のMVを収録したDVDとフォトブックレットが同梱されている。
2014年2月1日に横浜ベイホールで行われたワンマンライブで初披露された。

## シングル収録内容
| 全作詞: トミタ栞。 |                            |           |            |          |      |
| #                  | タイトル                   | 作詞      | 作曲       | 編曲     | 時間 |
| 1.                 | 「きらきら」               | トミタ栞  | 鈴木健太朗 | 秋月航   | 5:04 |
| 2.                 | 「マイペース」             | トミタ栞  | 依田和夫   | 依田和夫 | 3:48 |
| 3.                 | 「きらきら Part2」         | トミタ栞  | 鈴木健太朗 | 秋月航   | 5:05 |
| 4.                 | 「きらきら」(Instrumental) | トミタ栞  |            |          | 5:02 |
| 合計時間:          | 合計時間:                  | 合計時間: | 合計時間:  | 18:59    |      |

| #  | タイトル                         | 作詞 | 作曲・編曲 |
| -- | -------------------------------- | ---- | ---------- |
| 1. | 「きらきら」(ミュージックビデオ) |      |            |
| 2. | 「きらきら」(メイキング映像)     |      |            |

## メディアでの使用
きらきら
tvk『saku saku』 2014年4月度エンディングテーマ
全国音楽情報TV「Music B.B.」2014年4月オープニングテーマ
ABC放送「おはよう朝日です」星占いテーマソング